# Beagle (software)
Beagle es una aplicación de búsqueda de escritorio para Linux y otros sistemas Unix-like modernos que permite al usuario buscar a través de documentos, registros de chat, correos electrónicos y listas de contactos y otros ficheros de forma similar a Spotlight en Mac OS X o Google Desktop.
Beagle surgió a partir de Dashboard, una aplicación en temprano estado de desarrollo basada en la plataforma Mono y pensada para vigilar y presentar información útil al usuario. Beagle está escrito en C# y emplea un port de Lucene a C# llamado Lucene.Net como motor de indexado. Beagle incluye una interfaz basada en Gtk# y se integra con Galago for presence information.
Beagle fue desarrollado y mantenido por Joe Shaw, con ayuda de la creciente comunidad open source de Beagle. Otros contribuidores de importancia anteriores han sido Jon Trowbridge, Robert Love, Nat Friedman, y David Camp. En enero de 2010, Beagle ya no seguía en desarrollo aunque Novell proporcionaba ocasionalmente mantenimiento.

## Características
Beagle busca en el contenido de documentos, y en los datos asociados a estos. Con Beagle, los usuarios pueden buscar:
- Aplicaciones.
- Archivos (zip, tar, gzip, bzip2) y sus contenidos.
- Conversaciones (Gaim, Kopete y IRC logs)
- Documentos (AbiWord, OpenOffice.org, Microsoft Office, PDF, texto plano, RTF, y HTML).
- Emails y Direcciones en la agenda (almacenados en Evolution, Mozilla Thunderbird, y KMail)
- Documentación de ayuda (Texinfo, páginas man).
- Imágenes (PNG, JPEG, TIFF, GIF, SVG).
- Archivos de música (mp3, ogg, flac).
- Notas tomadas en Tomboy, KNotes, y Labyrinth.
- RSS orígenes (via Blam, Liferea o Akregator)
- Código fuente (C, C++, C#, Fortran, Java, JavaScript, Pascal, Perl, PHP, Python, y algunos más)
- Archivos de vídeo (desde MPlayer o Tótem)
- Histórico web (Firefox, Konqueror, Epiphany)

Además, Beagle puede compatibilizar su búsqueda en formatos no soportados en un principio, usando herramientas externas.
Beagle automáticamente indexa documentos en sistemas GNU/Linux equipados con inotify.